# SV Salamander Kornwestheim
Maillots
Dernière mise à jour : 12 avril 2011.
Le SV Salamander Kornwestheim est un club sportif allemand localisé à Kornwestheim, à proximité de Stuttgart, dans le Bade-Wurtemberg.
Le club tire son nom et sa forme actuels d’une fusion, survenue en 2006 entre trois cercles de l’entité: le 1. FV Salamander Kornwestheim, le TV Kornwestheim et l’ESG Kornwestheim.
En plus du Football, le club dispose de très nombreuses sections variées dont l’Aïkido, l’Athlétisme, le Badminton, la Gymnastique, le Judo, le Jiu-jitsu, la Natation, le Patinage artistique, le Tennis, le Tennis de table, le Volley-ball, le Water-polo,...
Le SV Salamander Kornwestheim  aligne aussi une équipe de Football américain appelée Kornwestheim Cougars.

## Histoire (football)

### 1. FV Salamander Kornwestheim

ancien logo du 1. FV Salamander Kornwestheim

Le 1. FV Salamander Kornwestheim fut fondé en 1902.
Dans les années 1920, le club monta dans la plus haute ligue du Wurtemberg.
Peu après la fin de la Seconde Guerre mondiale, le 1. FV Salamander Kornwestheim joua dans la 1. Amateurliga Württemberg, une ligue alors située au 3e rang de la hiérarchie. Il y séjourna de nombreuses saisons des années 1950 aux années 1960.
En 1961, le 1. FV Salamander fut champion du Groupe Nord de la 1. Amateurliga Württemberg en battant le VfL Sindelfingen (4-2) lors d’un match d’appui. Grâce à ce succès, le club participa au tour final pour la montée en 2. Oberliga Süd. Ne pouvant mieux qu’une 4e place sur autant d’équipes, il n’y eut évidemment pas de montée.
En 1969, le 1. FV Salamander fut relégué du 3e niveau. Par la suite, le club n’approcha plus les plus haute ligues régionales.

### TV Kornwestheim
Fondé en 1894, le Turn Verein Kornwestheim ou TV Kornwestheim disposa d’excellentes sections de Handball (qui joua dans la 2. Bundesliga de la discipline) mais aussi de Hockey sur glace.
Pour la saison 20062007, une association fut conclue avec le TSG Ossweil pour jouer sous l’appellation SG HBR Ludwsigsburg, mais après une saison, la section Handball du TV Kornwestheim disparut.
Par la suite, le SV Salamander obtint une licence professionnelle pour son équipe de Handball alignée sous l’appellation SVK Salamander Stuttgart.

### ESG Kornwestheim
L'Eisenbahner Sport Gemeinschaft Kornwestheim ou ESG Kornwestheim avait été fondé en 1928.

### SV Salamander Kornwestheim
La section Athlétisme, très réputée, forma une association avec plusieurs cercles voisins sous la dénomination de LAZ Salamander Kornwestheim-Ludwigsburg.
En 2010-2011, l’équipe "Premières" du SV Salamander Kornwestheim évolue en Bezirksliga Enz/Murr, soit le 8e niveau de la hiérarchie de la DFB.

## Anciens logos

ancien logo de l'ESG Kornwestheim
Logo de la section de Hockey sur glace féminin (Lady Kodiaks)
Logo du TV Kornwestheim - Handball